# MG 131
La MG 131 (Maschinengewehr 131, Metralladora 131) era una metralladora del calibre 13 mm desenvolupada el 1938 per Rheinmetall-Borsig i produïda des del 1940 al 1940. La MG 131 estava dissenyada per ser instal·lada de manera individual o doble en posicions fixes, flexibles o en una torreta en els avions de la Luftwaffe durant la Segona Guerra Mundial.

## Disseny i desenvolupament
La MG 131 va ser desenvolupada i produïda per la companyia Rheinmetall-Borsig per encàrrec de la Luftwaffe. La MG 131 va ser dissenyat per Louis Stange, que ja havia iniciat els treballs preparatoris el 1933. El 1938, els primers models de prova van ser lliurades a la Força Aèria. Es va utilitzar com a vehicle de prova un Dornier Do J, a la proa del qual es muntava la metralladora. La MG 131 tenia versió de disparador elèctric i es podia sincronitzar el tir amb l'hèlix.
La MG 131 es va introduir a la Força Aèria el 1940, inicialment com a armament defensiu en avions multimotor. L'ús estàndard en avions de caça es va produir a principis de 1943 al Bf 109 G-6 i a finals de 1943 a la Fw 190 A-7. No obstant això, també hi va haver algunes versions especials amb la MG 131 en lloc de l'habitual MG 17 de 7.92 mm. Adolf Galland va volar diversos BF 109Fs especialment modificats per a ell, que tenien aquesta conversió.